# Lucius Caesonius Ovinius Manlius Rufinianus Bassus
Lucius Caesonius Ovinius Manlius Rufinianus Bassus (fl. c. 240-285) est un homme politique de l'Empire romain. Issu d'une famille de rang sénatorial, il suit son cursus honorum, le parcours politique des classes supérieurs romaines, pendant la période politiquement troublée de l'anarchie militaire. Il est consul suffect à deux reprises, la première fois vers 260 et la seconde en 285.

## Biographie
Rufinianus Bassus est le fils de Lucius Caesonius Lucillus Macer Rufinianus et membre de la gens patricienne Caesonia (en) du IIIe siècle. Bien qu'il mène une longue et brillante carrière au sein de l'administration impériale, la datation des postes qu'il occupe reste difficile. On suppose qu'il commence sa carrière vers 240-245, soit sous le règne de Gordien III ou de Philippe l'Arabe, en tant que triumvir capitalis (un assistant des magistrats judiciaires), puis il est sevir turmae deducendae, commandant l'un des six escadrons de chevaliers et responsable de l'organisation de jeux. Il est ensuite candidat impérial pour les postes de questeur et de préteur,. Sa carrière proprétorienne, au cours des années 250, est relativement brève : il est d'abord curator reipublicae de la ville de Beneventum, suivi d'une charge de curateur de Lavinium. Vers 260, après avoir déjà survécu aux diverses crises impériales ayant secoué l'Empire au début des années 250, Rufinianus Bassus est choisi comme consul suffect.
La carrière proconsulaire de Rufinianus Bassus débute avec sa nomination comme curator alvei Tiberis et cluacarum sacrae urbis (l'administrateur chargé d'entretenir les égouts de Rome), un poste auparavant occupé par son père et son grand-père. Il est ensuite legatus proconsulis Africae dioeceseos Carthaginiensis (gouverneur adjoint d'Afrique, responsable de la région de Carthage) puis (ou peut-être en même temps) curateur de Colonia Carthaginensium,. Vers 275, il est nommé proconsul d'Afrique. Une inscription mentionne que ces postes occupés en Afrique le sont pendant trois années, mais il n'est pas clair s'il est proconsul pendant toute cette durée ou si c'est l'ensemble des charges occupées qui totalisent trois ans de service. Il est cependant extrêmement rare que ces postes soient occupés par la même personne pendant plus d'un an ; il est donc probable qu'il n'est gouverneur que pendant une seule année. Entre 276 et 282, il est nommé par l'empereur Probus presidendum iudicio magno (probablement le magistrat présidant la cour d'appel de Rome). Sans doute pendant la même période, Probus le nomme juge, siégeant au nom de l'empereur dans des affaires concernant l'argent dû au trésor impérial ou dans les affaires financières entre individus privés, d'abord à Rome (vers 276-281) puis en Afrique (vers 281-282),.
Sous les règnes de Carin et Numérien vers 284, Rufinianus Bassus est fait comes Augustorum (compagnon des empereurs). À la fin de l'année 284, il est à nouveau consul suffect. Cette deuxième nomination à un consulat suffect est inhabituelle : depuis le IIe siècle, tous les seconds consulats sont ordinaires. Cependant, la quasi-totalité des consulats ordinaires entre 283 et 285 sont occupés par les empereurs eux-mêmes, ne laissant aucune place pour les candidats non impériaux, ce qui peut expliquer cette situation inhabituelle. Ensuite, probablement vers la mi-285, il est nommé praefectus urbi de Rome, peut-être en remplacement d'un autre préfet en cours de mandat.
Pendant sa longue carrière administrative, Rufinianus Bassus est également nommé salien palatin puis pontife et pontifex maior (pontife majeur) de Sol Invictus. Il occupe également un autre poste qui n'est ni défini, ni daté avec certitude. Intitulé « pr[...]ones tracto Piceno », il peut désigner un præfectus annonæ (responsable de l'approvisionnement en grains), un præfectus adversus latrones (contre les brigands), ou même un præfectus ad tirones (pour la sélection des recrues).

## Famille
Rufinianus Bassus est probablement le père de Caesonius Bassus, consul en 317,. Il est peut-être également le père de Caesonia Manilia, femme de Amnius Anicius Julianus, consul en 322.